# Merv Tweed
Pour les articles homonymes, voir Tweed.
Merv Tweed (né le 6 août 1955 à Medora, Manitoba) est un homme politique canadien.

## Biographie
Il a été député à la Chambre des communes du Canada, représentant la circonscription manitobaine de Brandon—Souris depuis 2004 sous la bannière du Parti conservateur du Canada. 
Auparavant, il fut député de la circonscription de Turtle Mountain à l'Assemblée législative du Manitoba de 1995 à 2004. Le 12 août 2013, il annonce son intention de poser sa démission le 31 du même mois. Le même jour il annonce avoir été nommé président d'OmniTRAX Canada.